# Hofs (Heimenkirch)
Hofs (westallgäuerisch: im Hofs) ist ein Gemeindeteil der Marktgemeinde Heimenkirch im bayerisch-schwäbischen Landkreis Lindau (Bodensee).

## Geographie
Der Weiler liegt rund 2,5 Kilometer nordöstlich des Hauptortes Heimenkirch und zählt zur Region Westallgäu.

## Ortsname
Der Ortsname stammt vom neuhochdeutschen Wort Hof und bedeutet beim Hof.

## Geschichte
Hofs wurde erstmals urkundlich im Jahr 1769 mit sieben Teilnehmern bei der Vereinödung erwähnt. 1818 wurden sechs Wohngebäude im Ort gezählt. Hofs gehörte einst zum Gericht Simmerberg in der Herrschaft Bregenz.